# جي بي إس سبوفر
الجي بي إس سبوفرز (بالإنجليزية: GPS spoofer)‏ هي آلات للتشويش على إشارة الجي بي أس لكنها ليست مجرد تشويش عادي حيث أن التشويش يتم بإشارات جي بي أس سليمة من ناحية طبقة النظام لكنها تحمل معلومات خاطئة بوجودك في مكان اخر.